# الخداع (من الأفضل الاتصال بسول)
«الخداع» (بالإنجليزية: Chicanery)‏ هي الحلقة الخامسة للموسم الثالث من مسلسل إيه إم سي التلفزيوني الدرامي من الأفضل الاتصال بسول، المسلسل يُعتبر بادئة من مسلسل اختلال ضال. تم بث الحلقة في 8 مايو 2017 على قناة إيه إم سي بالولايات المتحدة. خارج الولايات المتحدة، تم عرض الحلقة لأول مرة على خدمة البث نتفليكس في عدة بلدان.

## الاستقبال

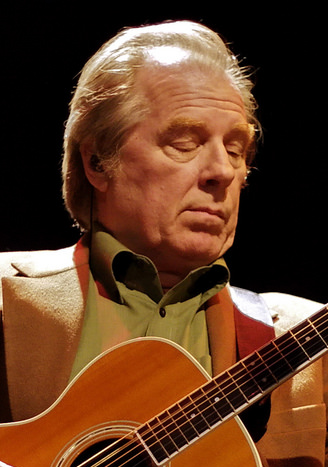
أداء مايكل ماكين في أبريل 2009

### التقييمات
عند بثها، تلقت الحلقة 1.76 مليون مشاهد أمريكي، ونسبة 18-49 من 0.7. مع احتساب مشاهدة لايف+7 في الاعتبار، حصلت الحلقة على جمهور إجمالي بلغ 4.16 مليون مشاهد، وتصنيف 1.6 من 18 إلى 49.

## وصلات خارجية
- «الخداع» على إيه إم سي (بالإنجليزية)
- «الخداع» على قاعدة بيانات الأفلام على الإنترنت (بالإنجليزية)